# ليون مارتنتي
ليون مارتنتي (بالإسبانية: León Martinetti)‏ (31 يوليو / تموز 1926 – 15 ديسمبر / كانون الأول 1999) هو لاعب كرة سلة أرجنتيني سابق تنافس في دورة الألعاب الاولمبية الصيفية عام 1948 حيث حصلوا على المركز 15.

## روابط خارجية
- ليون مارتنتي على موقع الاتحاد الدولي لكرة السلة (الإنجليزية)
- ليون مارتنتي على موقع سبورتس رفرنس (الإنجليزية)
- ليون مارتنتي على موقع أوليمبيديا (الإنجليزية)